# 이형기
이형기(李炯基, 1933년 1월 6일 ~ 2005년 2월 2일)는 대한민국의 시인이다.

## 생애
이형기는 1933년 1월 6일 경상남도 진주에서 태어났다. 동국대학교 불교학과를 졸업했다. 동국대학교 국문과 교수로 재직했으며, 대표 시로는 《죽지 않는 도시》, 《낙화》등이 있다. 1957년 한국문학가협회상을 수상했다. 2005년 2월 2일에 73세로 세상을 떠났다.

## 저서

### 시집
- 《적막강산》
- 《그해겨울의 눈》

### 그외
- 시란 무엇인가(부제:우리나라에서 제일 쉽게 쓴 시론), 한국문연폄

## 수상
- 1993년 제1회 공초문학상